# Donatas Montvydas
Donatas Montvydas, även känd under artistnamnet Donny Montell, född 22 oktober 1987 i Vilnius, är en litauisk sångare.

## Karriär
Musikkarriären påbörjades med hans deltagande i sångtävlingen Dainų dainelė. Han studerade senare vid musikskolan Balys Dvariona, döpt efter den litauiska musikern. Det var under denna tid som han insåg att musiken skulle vara en del av hela hans liv. Sedan dess har han deltagit i flera TV-program. Han deltog bland annat i Duets of the Stars och vann även den litauiska versionen av Dancing with the Stars. Han har även tävlat i flera stora festivaler som Slavianskij Bazar och New Wave.
Han representerade Litauen vid New Wave 2011 i Jūrmala i Lettland. Där framförde han låtarna "Too Much Love Will Kill You", "Running Fast" samt "Listen to Your Heart". Vid finalen stod det klart att han slutat på en 12:e plats av 16 deltagare.
Den 11 januari 2013 tog han emot flera priser vid M.A.M.A. 2012 i Kaunas. Under musikprisceremonin framförde han även sina låtar "Love Is Blind" och "Norim dar".

## Eurovision Song Contest

### Uttagningar
År 2009 och 2011 deltog han i de nationella uttagningarna till Eurovision Song Contest.
År 2009 framförde han låten "Remember Last Time" och slutade på andra plats efter Sasha Son som kom att representera landet i Moskva. År 2011 hade han två bidrag i den nationella finalen. Han framförde låten "Let Me" själv och låten "Best Friends" tillsammans med just Sasha Son. Hans soloframträdande gick det bättre för och det slutade på femte plats medan duetten kom på tionde plats.
Han deltog även i den nationella uttagningen år 2010 men blev diskvalificerad mitt under den pågående tävlingen. Det visade sig att låten "Running Fast" som han tävlade med hade framförts innan den 1 oktober 2009 och bröt därmed mot Eurovision Song Contests regler. Han hade vunnit hela sin semifinal och därmed tagit sig till final då han blev diskvalificerad. Då tre från varje semifinal tog sig till final fick den som kommit fyra i hans semifinal ta hans plats i finalen.

### 2012
Den 3 mars 2012 vann Montvydas Litauens nationella uttagning till Eurovision Song Contest 2012 med låten "Love Is Blind". Han representerade därmed Litauen i Baku i Azerbajdzjan med låten. Han gjorde sitt framträdande i den andra semifinalen den 24 maj. Där tog han sig vidare till finalen som hölls den 26 maj. I finalen placerade sig Montvydas bidrag på plats 14 av 26, vilken är den bästa placering Litauen haft i tävlingen sedan 2006 då landet kom på plats 6.

### 2016
2016 gör Montvydas ett nytt försök att representera sitt hemland i Eurovision. Han deltar i "Eurovizijos" dainų konkurso nacionalinė atranka med den svenskskrivna låten "I've Been Waiting for This Night". Låten slutade på en nionde plats i Eurovision Song Contest finalen i Stockholm.

## Eurovision Song Contest-resultat
| År   | Nationell final | Låt                                     | Resultat                  | Resultat                |
| År   | Nationell final | Låt                                     | Litauens nationella final | Eurovision Song Contest |
| ---- | --------------- | --------------------------------------- | ------------------------- | ----------------------- |
| 2009 | "Dainų daina"   | "Remember Last Time"                    | 2                         | -                       |
| 2011 | Nationell final | "Let Me" "Best Friends" (med Sasha Son) | 5 10                      | - -                     |
| 2012 | Nationell final | "Love Is Blind"                         | Vann                      | 14                      |
| 2016 | Nationell final | "I've Been Waiting for This Night"      | Vann                      | 9                       |

## Diskografi

### Album
- 2012 – Donny Montell
- 2016 – #BLCK

### Singlar
- 2009 – Remember Last Time
- 2010 – Running Fast
- 2010 – Leisk Mylėt
- 2010 – Let Me
- 2011 – Best Friends (med Sasha Son)
- 2011 – Yes Or No
- 2011 – Love Is Blind
- 2012 – Norim dar
- 2015 – I've Been Waiting for This Night